# Arco di Marco Aurelio

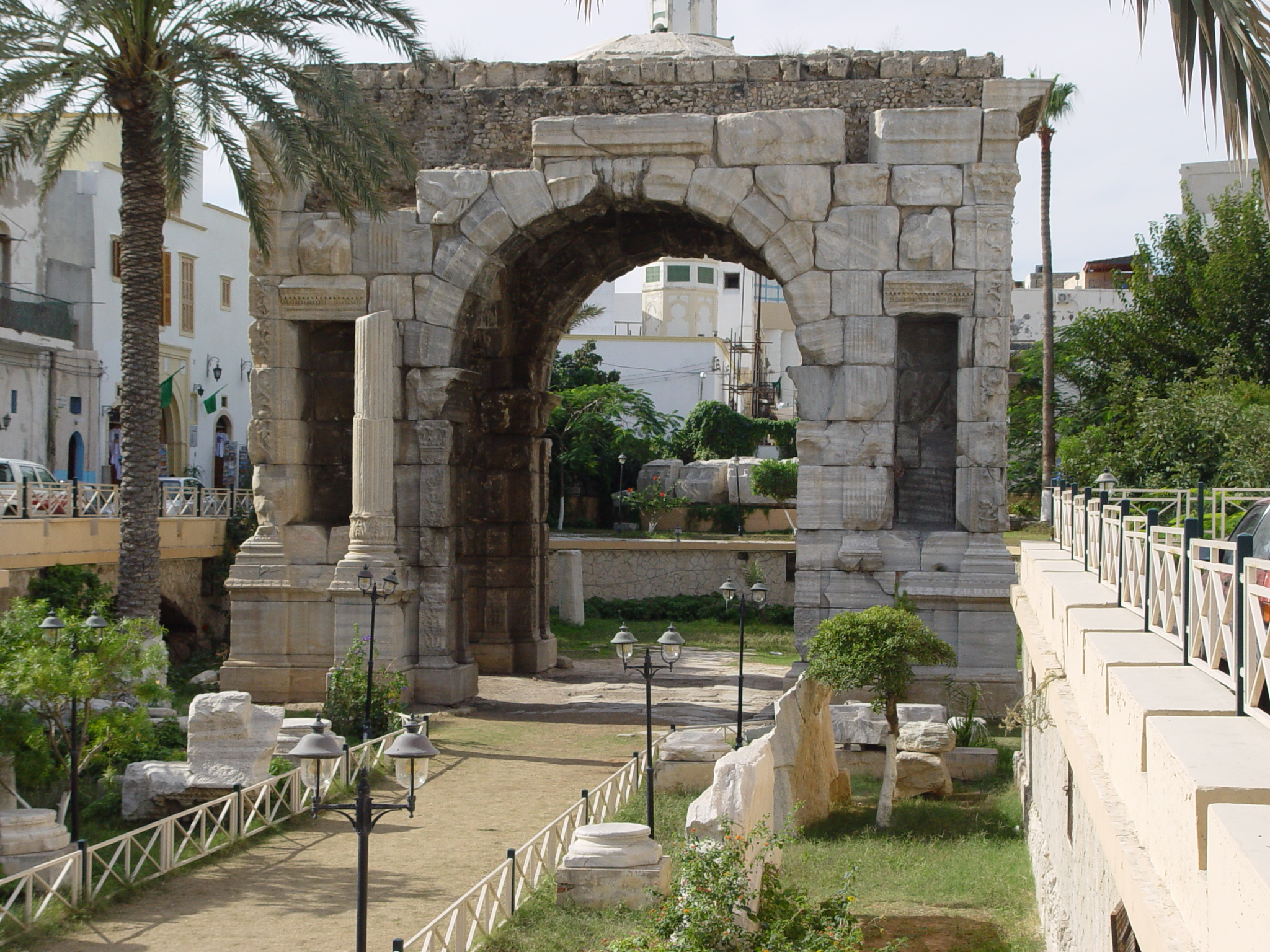
Altra immagine dell'arco

L'arco di Marco Aurelio è un arco romano della città di Oea, oggi Tripoli, ove si trova presso l'entrata nordorientale della Medina.
Si tratta di un tetrapilo, un arco trionfale quadrifronte, sormontato da una particolare cupola ottagonale, che fu fatto innalzare (interamente in marmo) da Gaio Calpurnio Celso, duumviro quinquennale della città, per commemorare le vittorie sui Parti di Lucio Vero, fratello dell'imperatore Marco Aurelio.
Il monumento è fatto risalire al 165, e non a data posteriore, perché l'imperatore è indicato soltanto col titolo di armeniacus e non anche con quello di medicus e parthicus, che gli sarebbe stato conferito nel 166.
Sui due frontoni principali appaiono i numi tutelari della città, Apollo e Minerva, su bighe trainate da grifoni e sfingi; secondo un'altra interpretazione, sulle bighe sarebbero ritratti rispettivamente Lucio Vero e la dea Roma. 
Nelle quattro nicchie poste sulle facciate a nordest e a sudovest dell'arco, ora vuote, dovevano apparire le statue degli imperatori, come quella di Lucio Vero che fu recuperata durante gli scavi novecenteschi.
Nel corso dei secoli successivi l'arco fu parzialmente interrato. 
Subito dopo la conquista coloniale, tra il 1914 e il 1918, fu recuperato dall'amministrazione italiana che ne curò il consolidamento e il restauro.